# Jeroni Moner i Codina
Jeroni Moner i Codina (Barcelona, 30 de novembre de 1940 - Banyoles, Pla de l'Estany, 29 de setembre de 2021) va ser un arquitecte i professor català.
Com a arquitecte va treballar, sobretot, en projectes relacionats amb el patrimoni històric i arquitectònic. Va realitzar diversos estudis per a la protecció de la regió de l'estany de Banyoles, on ha intervingut en els projectes de les instal·lacions olímpiques de rem, i s'ha preocupat per temes de patrimoni arquitectònic, especialment a Banyoles i a Girona, on ha intervingut en el Pla Especial del Barri Vell. Més enllà de la seva professió d'arquitecte, Moner també va desplegar tota una sèrie d'activitats en el món cultural i esportiu de Banyoles. Va publicar diferents investigacions sobre temes de patrimoni cultural i arquitectura i fou membre del consell de redacció de la revista local El Bagant. A Banyoles fou arquitecte d'uns quants equipaments públics. També fou membre de la comissió del Patrimoni Cultural de Girona. Ha estat professor de l'Escola Tècnica Superior d'Arquitectura de Barcelona. El 1981 va publicar, conjuntament amb Arcadi Pla i Masmiquel i Josep Riera i Micaló, un monogràfic sobre la masia a la revista 2C, Construcción de la Ciudad. D'aleshores ençà ha continuat investigant i publicant sobre la masia en diversos llibres col·lectius, entre els quals, cal destacar El mas català durant l'Edat Mitjana i la moderna (segles IX-XVIII): aspectes antropològics (2001) i L'art gòtic a Catalunya. Arquitectura III. Dels palaus a les masies (2003).
L'octubre del 2017 l'Ajuntament de Banyoles va lliurar-li la medalla d'or de la ciutat, per “la seva dedicació i la lluita quotidiana per a la millora de la ciutat”.